# Pineda de Mar (kommunhuvudort)
Pineda de Mar är en kommunhuvudort i Spanien.   Den ligger i provinsen Província de Barcelona och regionen Katalonien, i den östra delen av landet, 500 km öster om huvudstaden Madrid. Pineda de Mar ligger 12 meter över havet och antalet invånare är 26 203.
Terrängen runt Pineda de Mar är kuperad åt nordväst, men österut är den platt. Havet är nära Pineda de Mar åt sydost.  Närmaste större samhälle är Blanes, 9,9 km nordost om Pineda de Mar. 